# Pfarrkirche Reichraming

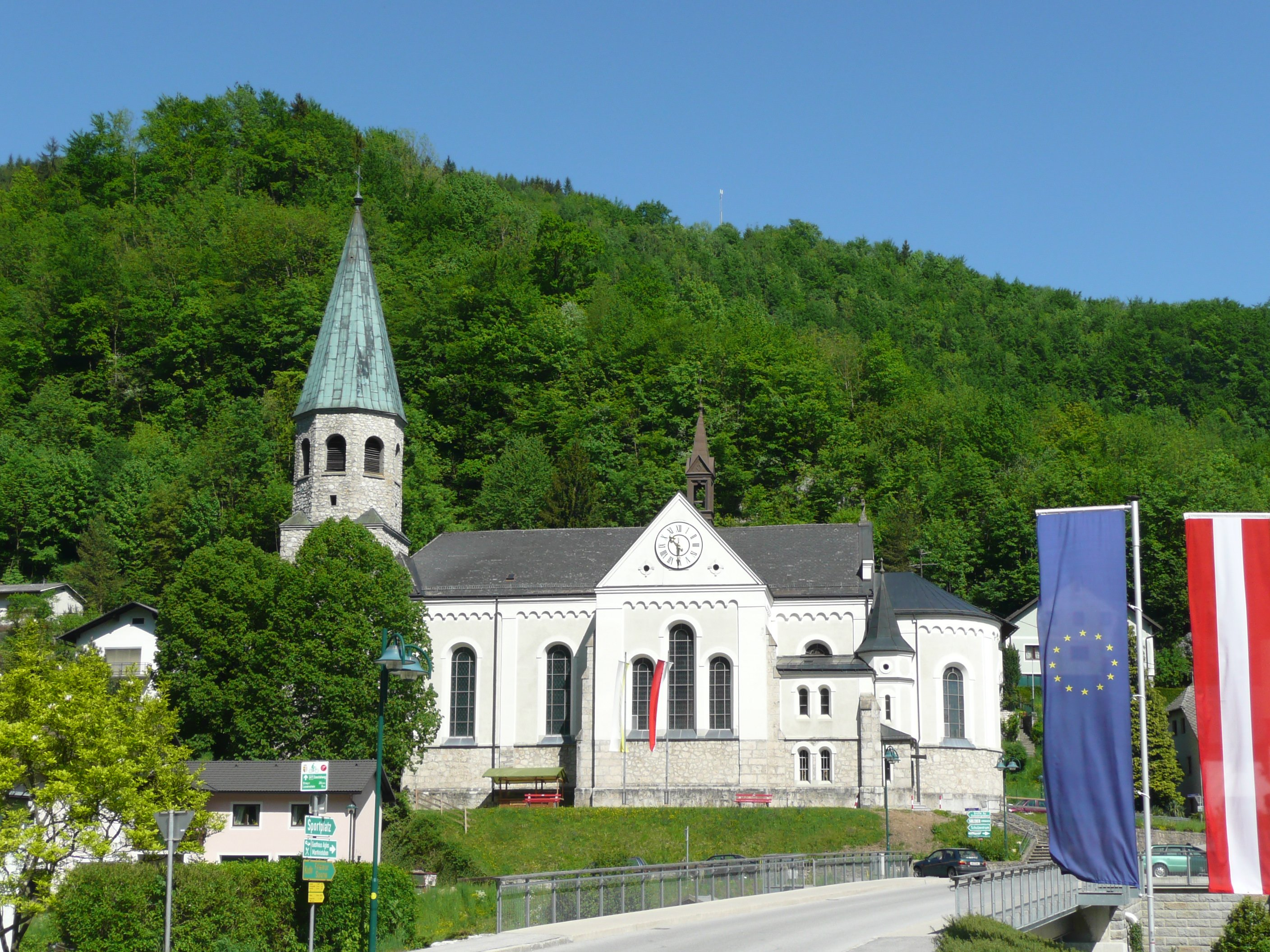
Pfarrkirche Reichraming

Die römisch-katholische Pfarrkirche Reichraming mit dem Patrozinium hl. Franz von Sales  steht in der Gemeinde Reichraming in Oberösterreich. Seit dem 1. Jänner 2023 gehört Reichraming als eine von 9 Pfarrteilgemeinden zur Pfarre Ennstal der Diözese Linz. Die Kirche steht unter Denkmalschutz.

## Geschichte
Die Pfarrkirche wurde in den Jahren 1896 bis 1897 nach Plänen des Linzer Dombaumeisters Matthäus Schlager im neuromanischen Stil errichtet und ist dem hl. Franz von Sales geweiht. Der Glockenturm wurde erst 1936 angebaut.
Bis zum 31. Dezember 2022 bildete Reichraming zusammen mit den  Pfarren Laussa, Losenstein und Ternberg den Seelsorgeverband Ternberg im Dekanat Weyer.